# ISS ECLSS

As interações entre os componentes do Sistema de Controle Ambiental e Suporte de Vida da ISS (ECLSS)

O Environmental Control and Life Support System (ECLSS) ou Sistema de Controle Ambiental e Suporte a Vida é um sistema de suporte a vida que provê ou controla pressão atmosférica, detecção e supressão de incêndios, nível de oxigênio, ventilação adequada, tratamento de resíduos e fornecimento de agua. Foi desenvolvido conjuntamente e testado pelo Marshall Space Flight Center da NASA, UTC Aerospace Systems, Boeing, Lockheed Martin, and Honeywell.